# Al shouf ceder naturreservat
Al shouf ceder naturreservatet er et naturreservat i Libanons Shoufdistrikt. Skoven ligger på Baroukbjergets skråninger og dækker et areal på 550  km², dvs. næsten 5,3 % af Libanons territorium. Et område på 295,40 km² blev i 2005 udpeget biosfærereservat.
Reservatet rummer libanoncederskovene i Barouk, Maaser el Shouf og Ain Zhalta-Bmohray. Det er et vigtigt område for fugleliv og for økoturisme. Der lever 32 arter af vildtlevende pattedyr, 200 fuglearter og 500 plantearter. Reservatets grundlægger er Walid Jumblatt.

## Geodiversitet
Baroukbjerget består af klipper fra (pliocæn), som har undergået de store, tektoniske bevægelser, der har spaltet Libanons bjerge i to parallelle kæder: den østlige, som kaldes Anti-Libanon, og en vestlig kæde, der hedder Libanonbjerget. De to bjergkæder er adskilt af
Bekaadalen, der er fyldt op af yngre materiale, ført dertil af floderne. De vigtigste stenarter er kalksten. Hele Baroukbjerget er gennemtrukket af huler i denne kalksten, med mange karakteristiske træk som f.eks. jordfaldshuller, der afslører bjergkædens underliggende huledannelser. Én særligt berømt hule, der anses for at være 700 m lang, ligger nær landsbyen Niha. Indbyggerne beretter om talrige stalaktitter og stalagmitter, og de fortæller om et underjordisk vandløb.
Den højeste top i kæden er 1.980 m høj. Den grundlæggende profil i de to kæder er sådan, at de østlige skråninger ændrer sig fra meget stejle til mindre stejle, mens de vestlige efterhånden bliver mere og mere stejle. Bjergkammen på Baroukkæden bliver efterhånden mere smal, jo længere mod syd man kommer.
- Hydrologi:

Nedbør på vandskellet er kilden til både overfladeafstrømning og grundvand. Størstedelen falder som regn, og selv om snefald ofte forekommer på de højtliggende dele af bjergene, ligger sneen sjældent mere end et par dage, og den forsvinder helt før afslutningen af regntiden. Normalt har sne kun en mindre, direkte virkning på vandføringen langs vandskellet, men ved de lejligheder hvor varm regn falder på snedækket, kan det resultere i hastig afsmeltning og afstrømning af store vandmængder på et tidspunkt, hvor jorden allerede er vandmættet. Disse forhold medfører jordskred og oversvømmelser. En stor del af den nøgne klippe i Baroukregionen består af udhulet, revnet og knust kalksten (karst), og den porøse tilstand gør den meget let gennemtrængelig. Det betyder, at en væsentlig del af nedbøren siver ned i undergrunden, mens der opstår en minimal adstræmning på overfladen trods det tynde overjordslag og og det tynde vegetationsdække. Vandet siver nedad gennem forskellige dannelser og udmunder i de mange store kilder, som findes i de lavere dele af områdets skråninger. Disse kilder forsyner vandløbene i tørtiden fra april til november.
Overfladevandløb, som udspringer på bjergkæderne er oftest aktive i sæsonen, men nogle er vedvarende.
Underjordisk vand strømmer ud i floder som f.eks.:
- Floden Al Awali, bedre kendt som Al-Baroukfloden
- Floden Damour, også kaldet Al-Safafloden

Bjergkammen betragtes som skillelinje mellem to forskellige hydrologiske systemer på grund af forskellen mellem bjergene skråninger. Den stejle østskråning fremmer dannelse af overfladefloder, mens den vestlige skråning er mindre stejl og fremmer strømme i grundvandet. Floderne i dalene er den vigtigste kilde til kunstvanding, og de forsyner en halv snes Shouflandsbyer og nogle af de vestlige Bekaalandsbyer med husholdningsvand. De er også den vigtigste vandforsyning til Aammiqsumpområdet i Bekaa.
- Jordbundsforhold
- Ensartet og tilhørende de rødbrune jorde, der dannes på hård mergel omkring Middelhavet.
- Dannet på grundlag af mergeltyper fra den mellemste til den yngste juratid.
- Indholdet af sten svinger mellem 80 - 90 %.

Set fra et erosionssynspunkt er disse jorde i en tilstand af ligevægt på grund af:
- Høj gennemtrængelighed.
- En grundstruktur med mange brudstykker af kalk.
- Et godt dække af vegetation.
- God afdræning.

- Klimaforhold

Den årlige nedbørsmængde er i gennemsnit 1.200 mm, og den gennemsnitlige årstemperatur ligger på 11,3 grader C. Den gennemsnitlige dagtemperaturs maksimum er på 23,4 grader C i august, mens den gennemsnitlige minimumstemperatur er på -0,6 grader C i januar. Den laveste, målte temperatur i januar var på -10,8 grader C, og den højeste i august var på 32,3 grader C. Den gennemsnitlige, relative luftfugtighed ligge på ca. 65 %, men østskråningerne er noget mere tørre. Der er omtrent 50 til 55 dage pr. år med snefald, som det er opgjort af Ministeriet for Offentlige arbejder og Transport.

## Biodiversitet
- Flora

Floraen i Al-Shouf Cederområdet er delvist beskrevet i Mouterdes Libanonflora fra henholdsvis 1966, 1970 og 1983. De nyeste og mest omfattende, botaniske undersøgelser findes fremlagt på Al-Shoufs officielle netsted, og de blev udført af Georges Tohmé under det nationale videnskabelige forskningsråd på Miljøministreiets vegne (som et Protected Areas Project) i 1999. Siden den tid er yderst få florarapporter blevet offentliggjort eller omtalt på det officielle netsted. Tohmé har fortsat sine botaniske feltstudier i Al-Shouf Cedar Reserve i de seneste tre år for at skaffe bekræftelse på bestemte arters status. Hans seneste resultater er offentliggjort i Georges Tohmé og Henriette Tohmé: A Thousand and One Flowers of Lebanon. Listen over arterne i Al-Shouf Cedar Reserve omfatter 500, der er identificeret, og som tilhører 61 familier. Reservatet er desuden levested for 25 internationalt og nationalt truede arter, 48 arter, der er endemiske for området mellem Libanon, Syrien og Tyrkiet, og 14, der er sjældne:
- draphavre (Arrhenatherum elatius)
- libanonceder (Cedrus libani)
- Cephalaria cedrorum (en art af skælhoved)
- febernellikerod (Geum urbanum)
- Gundelia tournefortii (en art, som står cikorie nær)
- Helichrysum pallasii (en art af evighedsblomst)
- Melica inaequiglumis (en art af flitteraks)
- Micromeria myrtifolia (en art, som står mynte nær)
- Origanum ehrenbergii og Origanum syriacum (to arter af merian)
- Phytolacca pruinosa (en art af kermesbær)
- Quercus brantii (en art af eg)
- garvesumak (Rhus coriara)
- Tulipa montana (en art af tulipan)

214 arter kun er udbredt ved det østlige Middelhav eller i Mellemøsten. Reservatet er også hjemsted for 24 arter, hvoraf nogle både findes i Europa og Middelhavsområdet og i Libanon. Stedet er kendt for personalets anstrengelser for at redde libanoncederne gennem vedholdende pleje af skovene og plantning af nye træer på steder, der tidligere har været udsat for hugst og rydning. Reservatet danner den yderste, naturlige grænse for spredning af ’’Cedrus libani’’ på planeten. Reservatet er også kendt for dets skoves evne til at komme sig af egen kraft og uden menneskelig indblanding. Andre træarter omfatter:
- blommeene (Juniperus drupacea)
- græsk ene (Juniperus excelsa)
- calabrisk fyr (Pinus brutia)
- kermeseg (Quercus coccifera)
- aleppofyr (Pinus halepensis)
- Quercus infectoria
- pinje (Pinus pinea)

Se den fuldstændige floraoversigt på side 115-130 her Arkiveret 5. december 2017 hos  Wayback Machine (engelsk)
- kermeseg
- calabrisk fyr
- aleppofyr
- pinje

- Fauna

Pattedyr: Undersøgelser af pattedyrene i Libanon var fåtallige indtil midten af det 20. århundrede. De er ufuldstændige og gav kun få oplysninger om de pattedyr, som lever i landet. Mange arter og underarter blev ikke registreret som hjemmehørende i Libanon før 1970’erne. Mellem 1980 og 1985, producerede Georges Tohmé og Henriette Tohmé alene 33 % af de kendte, offentliggjorte afhandlinger om libanesiske pattedyr. De eneste, dokumenterede data om pattedyrene i Al-Shouf Cedar Reserve dukkede øjensynligt op i Henriette Tohmés rapport, som blev lavet om de beskyttede områder for Miljøministeriet i 1999. Denne rapport byggede på optælling og sammenfatninger, men også på brochurer og andre dokumenter, der var udviklet af reservatets plejehold, og den skaffede en liste på 32 pattedyr, heriblandt:
- guldsjakal (Canis aureus)
- ulv (Canis lupus)
- bezoarged (Capra aegagrus)
- rådyr (Capreolus capreolus)
- persisk dådyr (Dama dama subsp. mesopotamica)
- vildkat (Felis silvestris)
- Gazella gazella (en gazelleart)
- stribet hyæne (Hyaena hyaena)
- hvidhalet hulepindsvin (Hystrix indica)
- hare (Lepus capensis)
- husmår (Martes foina)
- grævling (Meles meles)
- Nannospalax ehrenbergi (en blindmusart)
- klippehyrax (Procavia capensis)
- Sciurus anomalus (en egernart)
- vildsvin (Sus scrofa)
- brun bjørn (Ursus arctos subsp. syriacus)
- ræv (Vulpes vulpes)

Efter at nubisk stenbuk (Capra nubiana) var uddød i midten af det 20. århundrede, satte reservatet et projekt i gang med genudsættelse af dyr, hentet fra Jordan. Reservatet har højst sandsynligt været hjemsted for den tyrkiske leopard (Panthera pardus saxicolor), som nu er uddød i Libanon. Uroksen (Bos primigenius) kan ligeledes have eksisteret i området indtil middelalderen.
- vildsvin
- nubisk stenbuk
- bezoarged
- ulv
- karakal
- guldsjakal
- persisk dådyr

Fugle: Reservatet er hjemsted for 200 fuglearter, hvoraf de 19 betragtes som sjældne for landet. Flere end 22 arter findes kun på dette sted som rugende, mens resten er trækfugle eller sjældne gæster. Mindst to eller tre arter er blevet udsat i området. Reservatet har en kombination af fugle fra Europa, Afrika og Asien som omfatter:
- Alectoris chukar (en art af hønsefugl)
- stillits (Carduelis carduelis)
- ravn (Corvus corax)
- bjerglærke (Eremophila alpestris)
- tårnfalk (Falco tinnunculus)
- bogfinke, (Fringilla coelebs)
- skovskade (Garrulus glandarius)
- stenspurv (Petronia petronia)
- rødstjert (Phoenicurus phoenicurus)
- turteldue (Streptopelia turtur)
- solsort (Turdus merula)

Mindst to arter er blevet udsat i shoufområdet af jagthensyn, og de har udvidet deres levested, så det delvist dækker reservatet. Disse to arter er: stenhøne (Alectoris graeca) og fasan (Phasianus colchicus). Reservatet er også hjemsted for mange arter af rovfugle som f.eks.: gåsegrib (Gyps fulvus) og kongeørn (Aquila chrysaetos).
- chukar
- fasan (han)
- skovskade
- solsort (han)
- tårnfalk (han)
- kongeørn
- stillits

Krybdyr og padder: Al-shouf cedar reserve er hjemsted for en rig blanding afkrybdyr, 26 arter er blevet påvist med to, der er endemiske i Libanon og særligt i shoufområdet. Reservatet har også fire paddearter, dvs. næsten det samme antal, som findes i hele Libanon. Arterne er:
- johannesøgle (Ablepharus kitaibelii)
- skrubtudse (Bufo bufo)
- grønbroget tudse (Bufo viridis)
- almindelig kamæleon (Chamaeleon chamaeleon)
- Hyla savignyi (en træfrøart)
- Salamandra infraimmaculata
- maurisk landskildpadde (Testudo graeca)
- Palestinahugorm (Vipera palaestinae)

- palestinahugorm
- almindelig kamæleon
- maurisk landskildpadde
- johannesøgle
- skrubtudse
- grønbroget tudse
- salamenderart (Salamandra infraimmaculata)
- træfrø (Hyla savignyi)

## Kulturarv
- Cedertræerne:

Skovene med libanoncedre har den enestående udmærkelse at være de ældste, beskrevne skove i historien. Cederne var så vigtige i menneskets historie, at de kan spores til de allerældste, skrevne beretninger, nemlig dem fra Sumer i det 3. årtusinde f.Kr.. I det gamle, sumeriske fortælling, Gilgameshkvadet, som er et af de ældste stykker litteratur i verden, spiller cederne en fremtrædende rolle. Gilgamesh er senere blevet forstået af historikerne som den kong Gilgamesh, der sandsynligvis besøgte Libanonbjerget.
- Historiske kulturmindesmærker:

Shoufområdets placering gør det til et omdrejningspunkt for mange kulturer, religioner og historiske begivenheder, som alle har sat spor, der gør egnens kulturelle arv lige så rig som dens økosystemer. De følgende er nogle af de vigtigste:
- Qalaat Niha:

Tyrons huleborg hører sammen med en af de afsluttende episoder i fortællingen om fyrst Fakhreddin II, og den er det eneste tilbageblevne spor af den førhen så magtfulde fæstning, der skiftevis blev brugt af arabere, korsfarere og et antal fyrster på Libanonbjerget.
- El Nabi Ayoub:

En hellig hytte blev bygget på højden over landsbyen Niha til minde om Job og som opbevaringssted for hans relikvier. Ayoub er det arabiske navn på Job.
- Qab Elias borgen:

Den tidligere drusiske fæstning tjente som udkigspost til kontrol med vejforbindelsen mellem Beirut og Damaskus, og den var et samlingssted for de drusiske Shihabherskere over den sydlige del af Bekaadalen.
- Mazar El Sit Cha'wane:

El Sit Cha'wane er en kendt skikkelse i drusernes religion. Ligesom Job i det Gamle Testamente, blev hun fremhævet som en rollemodel for dyd og hengivelse. Man oprettede et helligsted i hendes navn.

## External links
- Officielt netsted for Al Shouf Cedar Nature Reserve
- Reservatet og dets placering
- Biodiversity Assessment and Monitoring in the Protected Areas/Lebanon. Al-Chouf Cedar Nature Reserve Arkiveret 5. december 2017 hos  Wayback Machine 2004. (engelsk).

33°41′39.25″N 35°42′07.63″Ø / 33.6942361°N 35.7021194°Ø